# Abraxas triseriata
Abraxas triseriata là một loài bướm đêm trong họ Geometridae.